# Pave Anastasius 3.
Anastasius 3. (død juni 913) var pave fra april 911 til sin død i 913. Han var født i Rom. En romersk adelig kaldet Lucian bliver nogle gange antaget at været hans far, selvom andre kilder hævter, at han var den uægte søn af hans forgænger Pave Sergius 3. (904–911). Der vides ganske lidt om Anastasius, da der ikke er bevaret om hans tid som pave, der foregik på et tidspunkt, hvor Theophylact, Greve af Tusculum og hans kone Theodora, havde stor magt, og de havde godkendt hans kandidatur til pave. Den normanniske hertug Rollo blev døbt under Anastasius' tid som pave.
Han måtte kæmpe med truslen fra saracenerne, der havde etableret sig ved floden Garigliano.
Han blev begravet i Peterskirken.